# TAAG Angola Airlines
TAAG Angola Airlines, auch Linhas Aéreas de Angola ist die staatliche Fluggesellschaft Angolas mit Sitz in Luanda und Drehkreuz am Aeroporto Internacional Quatro de Fevereiro. Bis Ende März 2025 sollen alle Flüge schrittweise an den neuen António Agostinho Neto International Airport verlegt werden. Die erste Flugverbindung wurde am 10. November 2024 an den neuen Flughafen verlegt. Im Logo der Fluggesellschaft ist der stilisierte Kopf der nur in Angola vorkommenden Riesen-Rappenantilope dargestellt.

## Geschichte

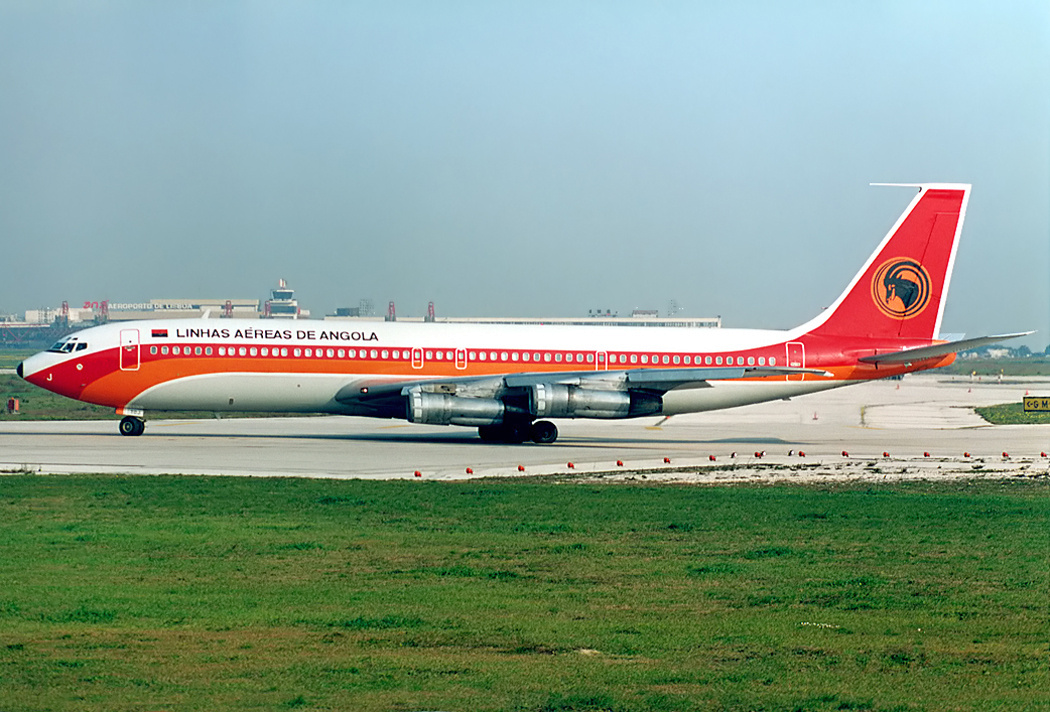
Boeing 707 der TAAG, Lissabon 1991

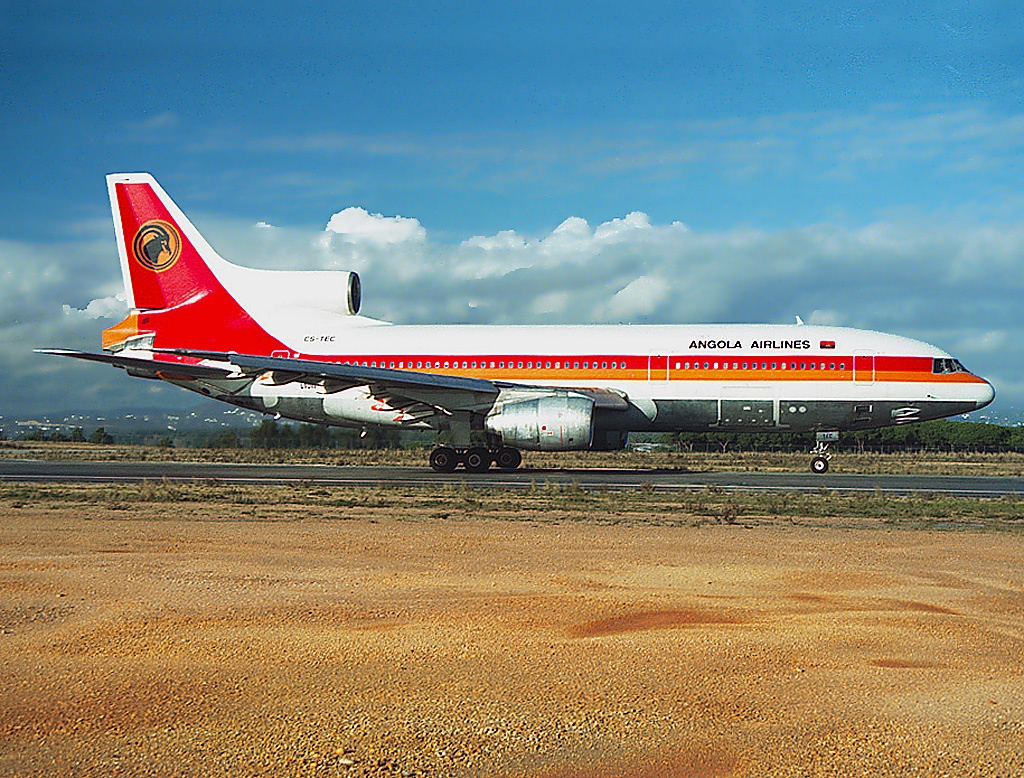
Lockheed L-1011-300 TriStar der TAAG

Die Fluggesellschaft wurde im September 1938 unter dem Namen DTA – Divisão dos Transportes Aéreos de Angola von der damaligen portugiesischen Kolonialregierung als Abteilung der Verkehrsverwaltung gegründet. Im Jahr 1940 wurde die Fluggesellschaft dann endgültig in DTA – Transportes Aéreos de Angola umbenannt, später allgemein als Linhas Aéras de Angola bekannt.
Als das Land am 11. November 1975 unabhängig wurde, bekam die Fluggesellschaft ihren heutigen Namen TAAG Transportes Aéros Angolanos oder Linhas Aéreas de Angola. TAAG ist ein Akronym für Transportes Aéreos Angolanos. Ende der 1970er Jahre kaufte die Fluggesellschaft einige Iljuschin Il-62 sowie Boeing 707 Langstreckenflugzeuge. Anfang der 1980er Jahre kamen noch einige Boeing 737 zur Flotte. Zu dieser Zeit wurden auch mehrere Fokker F-27 für Inlandsflüge in die Flotte integriert. Die angolanische Regierung konzentrierte die Aktivitäten der Fluggesellschaft hauptsächlich auf Inlandsflüge, weshalb die Fluggesellschaft größtenteils kleinere Flugzeuge, wie die Boeing 737, aber auch größere Flugzeuge wie die Boeing 707 und die Lockheed L-1011 TriStar einsetzte.
Als sich in den 1980er Jahren die Beziehungen zu den USA verschlechterten, wurden verstärkt Flugzeuge von Airbus erstanden. Diese wurden zwischenzeitlich weiterverkauft. Die TAAG weitete ihr Netz international aus und flog sechs Flugziele in Südafrika, sowie Lissabon, Paris, Rom und Moskau an.
Die angolanische Regierung unterhielt seit längerem gute Beziehungen zu Kuba. Die TAAG war auf der Suche nach einem Flugziel im karibischen Raum und fasste Kuba ins Auge. Zu diesem Zweck erwarb die Fluggesellschaft eine Boeing 747. Als die Einrichtung der Strecke genehmigt wurde, war die TAAG die erste afrikanische Fluggesellschaft, die Havanna anflog. Die Boeing 747, die für diese Route gekauft wurde, flog bis zum 15. Januar 2011 auf dieser Strecke.
TAAG wurde im Juli 2007 in die Liste der Betriebsuntersagungen für den Luftraum der Europäischen Union aufgenommen. Seit dem 14. Juli 2009 darf TAAG zunächst nur nach Lissabon, seit dem 30. März 2010 wieder alle Flughäfen im europäischen Luftraum anfliegen, jedoch ausschließlich mit ihren Boeing 777 und 737-700. Die Aufhebung des Flugverbots für den gesamten europäischen Luftraum für einige Maschinen wurde am 4. April 2012 bestätigt. Endgültig wurde TAAG im April 2019 von der Liste gestrichen.
Seit der endgültigen Aufhebung des Flugverbots in den europäischen Luftraum erwägt TAAG Angola Airlines, die Ziele Frankfurt und/oder Flughafen Paris-Charles de Gaulle wieder in ihr Programm aufzunehmen. Die Wartung der Fluggeräte vom Typ Boeing 777-200ER wird bei der TAP Maintenance & Engineering in Brasilien sowie von chinesischen Fachleuten bei Ameco Beijing ausgeführt.
TAAG ist zu 100 % im staatlichen Besitz, wurde 2018 jedoch in eine Aktiengesellschaft umgewandelt und besitzt selbst die Angola Air Charter.
Eine komplette Flottenerneuerung wurde im Januar 2019 genehmigt und sollte ab 2020 stattfinden. Es sollte sich ausschließlich um Flugzeuge der Marken Boeing und Bombardier handeln. Dieses Vorhaben wurde im April 2019 vorerst von der Regierung auf Eis gelegt. Im Februar 2022 wurde eine Flottenerneuerung erneut bestätigt, wobei auch Gespräche mit Airbus geführt wurden.
Es wurden 15 Airbus A220-300 bestellt; die erste Maschine wurde am 19. September 2024 ausgeliefert.
Die Privatisierung der Fluggesellschaft bis Anfang 2025 ist geplant.

## Flugziele
TAAG Angola Airlines fliegt von Luanda neben nationalen Zielen auch Flugziele in Afrika, Brasilien und Portugal an.
TAAG Angola Airlines unterhält außerdem Codeshare-Abkommen mit Brussels Airlines, LAM, Lufthansa, Iberia und GOL.

## Flotte

### Aktuelle Flotte

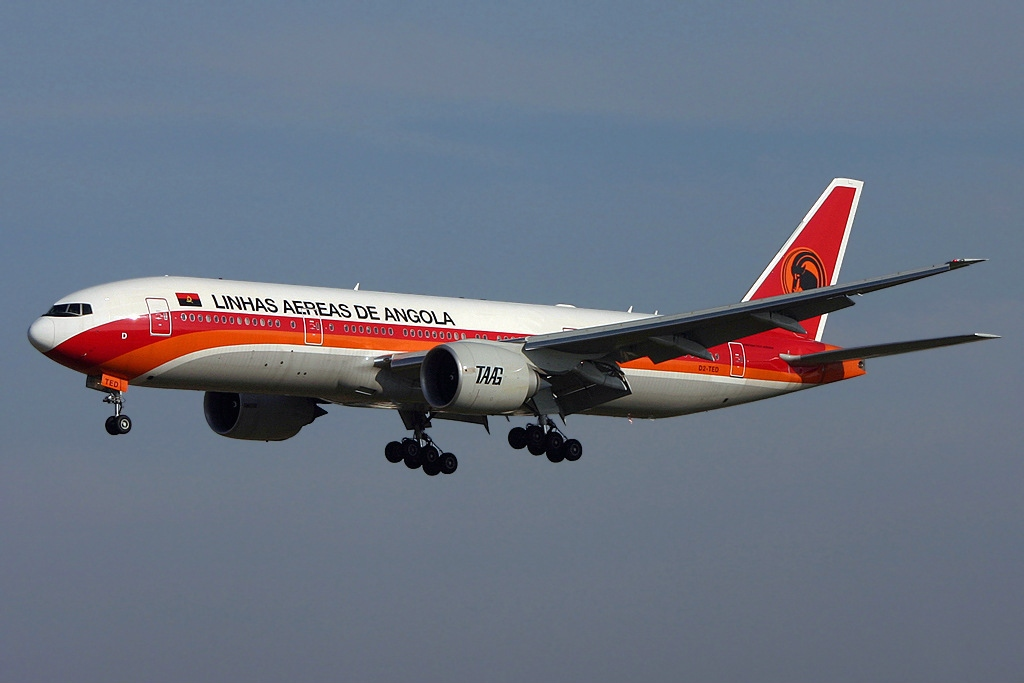
Boeing 777-200ER der TAAG

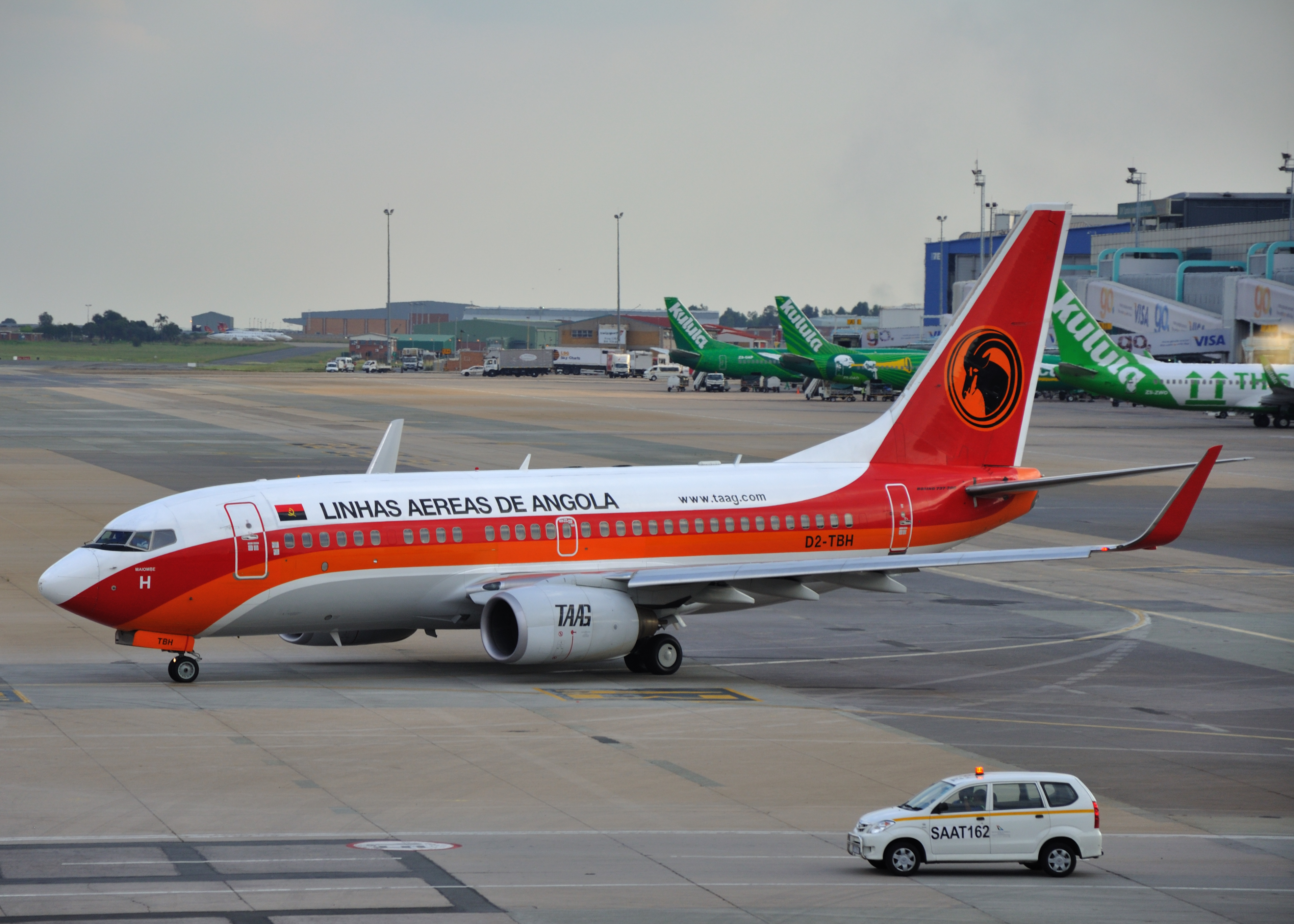
Boeing 737-700 der TAAG

Mit Stand August 2025 besteht die Flotte der TAAG Angola Airlines aus 27 Flugzeugen mit einem Durchschnittsalter von 11,6 Jahren:
| Flugzeugtyp            | Anzahl | bestellt | Anmerkungen | Sitzplätze (First/Business/Eco) | Durchschnittsalter |
| ---------------------- | ------ | -------- | --- | ------------------------------- | ------------------ |
| Airbus A220-300        | 03     | 12       | Erstauslieferung im September 2024; Auslieferung bis 2025; ersetzen sämtliche B737-700; sechs von ALC, vier von ACG, drei von Azorra und zwei von NAC geleast | 137 (-/12/125)                  | 0,5 Jahre          |
| Boeing 737-700         | 08     |          | fünf inaktiv | 120 (-/12/108)                  | 18,0 Jahre         |
| Boeing 737-800BCF      | 01     |          | | Cargo                           | 22,0 Jahre         |
| Boeing 777-200ER       | 03     |          | alle inaktiv | 235 (14/51/170)                 | 18,5 Jahre         |
| Boeing 777-300ER       | 05     |          | eine inaktiv | 293 (12/56/225) 289 (8/53/228)  | 11,7 Jahre         |
| Boeing 787-9           | 01     | 01       | erste Auslieferung im Januar 2025 | 313 (0/16/297)                  | 3,2 Jahre          |
| Boeing 787-10          |        | 02       | | – Offen –                       |                    |
| De Havilland DHC-8-400 | 06     |          | drei inaktiv; Erstauslieferung im Juli 2020 | 74 (-/10/64)                    | 4,7 Jahre          |
| Gesamt                 | 27     | 15       | |                                 | 11,6 Jahre         |

### Ehemalige Flugzeugtypen

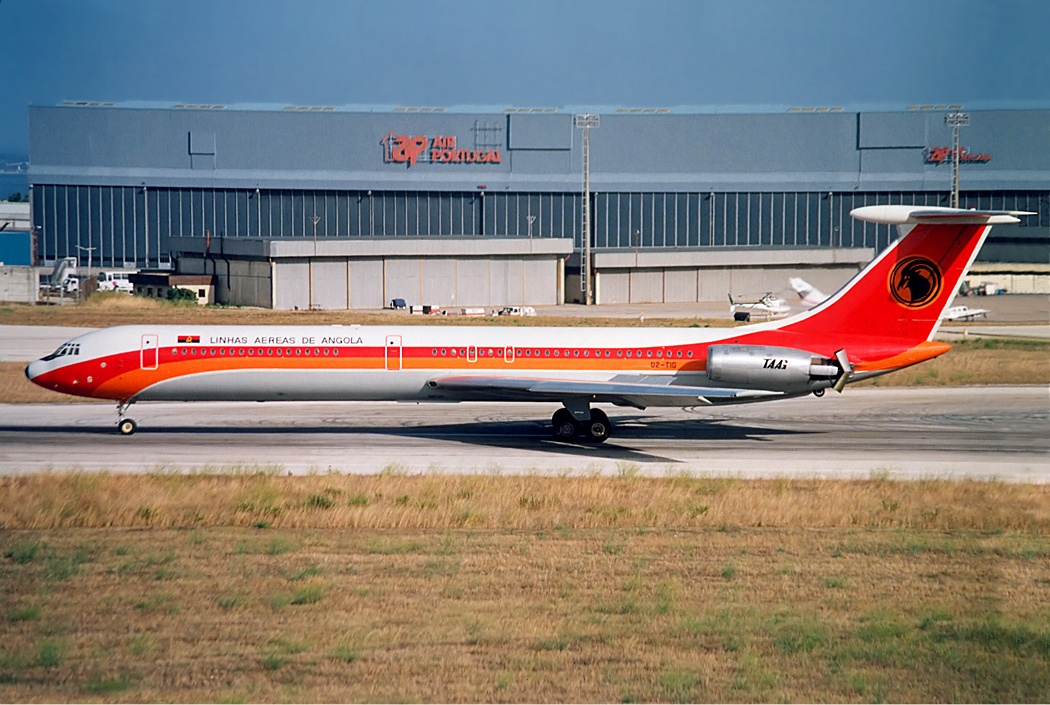
Iljuschin Il-62 der TAAG

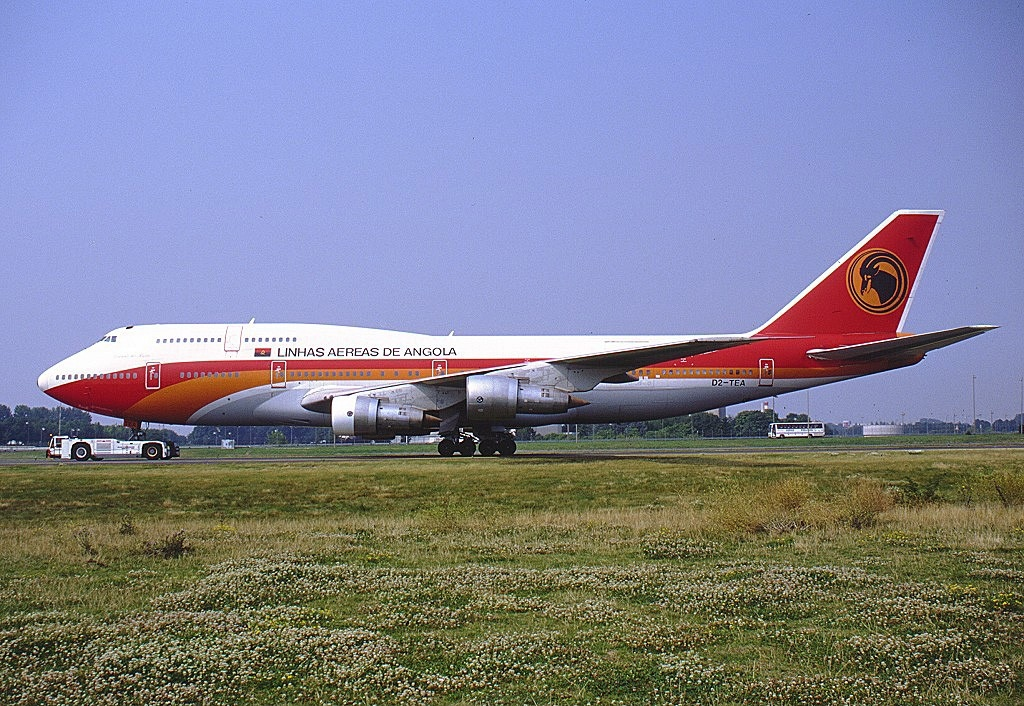
Boeing 747-300 der TAAG

Zuvor betrieb TAAG Angola Airlines auch folgende Flugzeugtypen:
- Airbus A330-200 (geleast)
- Antonow An-26
- Boeing 707
- Boeing 737-200
- Boeing 747-300
- Boeing 747-400
- Britten-Norman BN-2 Islander
- Douglas DC-3
- Douglas DC-8-30
- Fokker F-27 Friendship
- Iljuschin Il-62
- Jakowlew Jak-40
- Lockheed L-100 Hercules
- Lockheed L-1011 TriStar

## Zwischenfälle
Von 1950 bis August 2023 kam es bei TAAG Angola Airlines und ihren diversen Vorgängernamen zu 16 Totalschäden von Flugzeugen. Bei 8 davon kamen 211 Menschen ums Leben. Beispiele:
- Am 18. Juli 1950 wurde eine Douglas DC-3/C-47A-25-DK der DTA Angola (Luftfahrzeugkennzeichen CR-LBK) im Anflug auf den Flughafen Lobito (Angola) 19 Kilometer südlich von Bocoio in den Berg Bulobulo geflogen. Durch diesen CFIT (Controlled flight into terrain) wurden alle 12 Insassen getötet, drei Besatzungsmitglieder und 9 Passagiere.[31]

- Am 8. Juni 1980 wurde eine Jakowlew Jak-40 der TAAG mit dem Luftfahrzeugkennzeichen D2-TYC nahe Matala vermutlich von einer Mikojan-Gurewitsch MiG-19 abgeschossen. Alle 19 Insassen starben.[32]

- Am 16. Mai 1981 wurde eine Lockheed L-100-20 Hercules der TAAG mit dem Luftfahrzeugkennzeichen D2-EAS beim Landeanflug auf den Flughafen Menongue abgeschossen. Alle vier Insassen, die Besatzung des Frachtfluges, starben.[33]

- Am 29. November 1982 flog eine Antonow An-26 der TAAG mit dem Luftfahrzeugkennzeichen D2-TAB nahe Monte Bibala in einen Berg. Keiner der 15 Insassen überlebte.[34]

- Am 8. November 1983 stürzte eine Boeing 737-200 der TAAG Angola Airlines (D2-TBN) beim Start vom Flughafen Lubango ab. Alle 130 Insassen kamen ums Leben. Unmittelbar nach dem Abheben brach das Flugzeug nach links aus und ging in einen Sinkflug über, wobei die linke Tragfläche den Boden berührte. Die Maschine schlug rund 800 Meter hinter der Startbahn auf und brannte vollständig aus. Nach Angaben der angolanischen Regierung war die Absturzursache ein technischer Defekt. UNITA-Rebellen gaben an, die Maschine mit Raketen abgeschossen zu haben.[35]

- Am 14. April 1997 verunglückte eine Fokker F-27-600 Friendship der TAAG mit dem Luftfahrzeugkennzeichen D2-TFP kurz nach dem Start vom Flughafen Brazzaville Maya-Maya, als die Besatzung die Kontrolle über die Maschine verlor und diese 300 Meter nach dem Ende der Startbahn wieder auf dem Boden aufschlug und in Flammen aufging. Drei der sieben Insassen kamen ums Leben.[36]

- Am 28. Juni 2007 setzte eine Boeing 737-200 der TAAG (D2-TBP) von Luanda kommend mit 78 Insassen bei der Landung in der angolanischen Stadt M’banza Kongo vor der Landebahn auf. Das rechte Hauptfahrwerk brach zusammen, die Maschine rutschte in zwei Gebäude und Autos. Dabei gab es 6 Tote, davon einen außerhalb des Flugzeugs, und mehrere Schwerverletzte.[37]